# Eka (Vorname)
Eka ist ein weiblicher und männlicher Vorname, auch die Kurzform von Erika und Ekaterine.

## Herkunft und Bedeutung
Der Vorname Eka kommt aus dem Sanskrit, eka heißt „eins“, und wird gerne dem erstgeborenen Kind gegeben. Das Sanskritwort eka wurde auch in der Chemie zur Bezeichnung noch nicht entdeckter chemischer Elemente verwendet, siehe Eka (Chemie).

## Namensträgerinnen
- Eka Tqeschelaschwili (* 1977), georgische Politikerin und Juristin
- Eka von Kalben (* 1964), deutsche Politikerin (Bündnis 90/Die Grünen), Landesvorsitzende von Schleswig-Holstein

## Namensträger
- Eka Tjipta Widjaja (1923–2019), Gründer der Sinar Mas Group

## Familienname
- Rizky Eka Pratama (* 1999), indonesischer Fußballspieler